# Березовка (Аргаяшский район)
Березовка — деревня в Кулуевском сельском поселении, Аргаяшского района, Челябинской области. 
Основана в 19 веке как хутор Афанасия Корнилова. 

## Географическое положение
Расположена в южной части района, на берегу озера Большой Кургайды. Расстояние по дороге до центра Кулуева — 6 км.

## Население
| 2002 | 2010 |
| ---- | ---- |
| 710  | ↘662 |

(в 1900 — 4, в 1916 — 14, в 1970 — 596, в 1983 — 670, в 1995 — 747).
Проживают русские, башкиры.

## Улицы
- Улица 40 лет Победы
- Лесная улица
- Улица Мира
- Молодежная улица
- Новая улица
- Производственная улица
- Садовая улица
- Улица Труда
- Школьная улица

## Инфраструктура
- Библиотека
- Школа
- ЗАО «Кулуево»